# Полтинино (Вологодская область)
Полти́нино — деревня в Грязовецком районе Вологодской области России.
Входит в состав Перцевского муниципального образования, с точки зрения административно-территориального деления — в Перцевский сельсовет.
Расстояние по автодороге до районного центра Грязовца — 17 км, до центра муниципального образования Слободы — 7 км. Ближайшие населённые пункты — Палкино, Лупочино, Кроплево.
По переписи 2002 года население — 12 человек.